# 都龙口岸
都龙口岸是中华人民共和国云南省的一个国家级一类公路口岸，定位为国际性常年开放的公路客运货运口岸，位于文山壮族苗族自治州马关县都龙镇，对接越南社会主义共和国河江省箐门县的箐门口岸。都龙口岸于2018年3月26日举行仪式正式开放，成为文山州内继天保口岸后的第二个国家一类开放口岸。口岸的开通将有利于边境地区经济的发展，促进中越两国的贸易往来。

## 历史
1953年8月25日，中越两国政府在北京签订了《关于开放两国边境小额贸易的议定书》，双方同意开放中国都龙—越南箐门边境通商口岸:29，并于1954年3月正式开通。1960年12月一度关闭，1963年底复通，后由于中越关系紧张在1974年再次关闭。1991年两国政府签订《临时协定》，决定在条件具备时逐步开放21对陆地出入境口岸，“中国都龙—越南箐门”口岸就是其中之一。2005年8月都龙口岸启动建设，第一阶段的建设工程在2008年底完成。2006年7月13日，都龙口岸被国务院列入国家“十一五”口岸发展规划。口岸开放的请示在2008年被上报到国家口岸办。2012年国务院将都龙口岸作为新开口岸列入国家“十二五”口岸发展规划。在正式开放为口岸之前，都龙口岸仅发挥了通道的作用:37。学者李胜军认为投资环境较差、配套基础设施建设缓慢，以及越南北部经济发展滞后是都龙口岸建立后迟迟未开放的原因:39。
2015年1月12日，国务院正式批复都龙口岸为国际性常年开放公路客运货运口岸:616。2017年2月28日通过云南省商务厅的省级预验收，2017年8月9日通过国家口岸管理办公室、外交部、公安部、质检总局、中央军委的国家验收。2018年1月23日，越南方面复函同意口岸通关开放。2018年3月26日，“中国都龙—越南箐门口岸正式对外开放仪式”举行，文山州人民政府副州长马志山、越南河江省人民委员会副主席何氏明幸等官员出席仪式。
因应2019冠状病毒病疫情，自2020年3月31日起，都龙口岸暂停客运通关，仅保留货运通关。
2023年6月9日，随着中方实施疫情乙类乙管政策，都龙口岸正式恢复客运通关。

## 位置及设施
都龙口岸位于马关县东南中越国界197号界碑处的都龙镇茅坪村委会，距离都龙镇政府所在地23公里，距离马关县城47公里，距越南箐门县城40公里，距越南河江省省府河江市200余公里，距云南省会昆明443公里，距越南首都河内500多公里。口岸总体规划面积为4平方公里，包括建设口岸联检服务区、自由贸易区、综合服务区、进出口加工区和保税物流区，计划总投资3.4亿元。现已建设完成口岸联检楼、查验货场、联检楼至查验货场道路、联检区道路、口岸40米主干道和“一关两检”永久性业务生活用房等设施。

## 物流
2014年，都龙口岸进出口货值6,797万美元，进出口货运量132,998吨，出入境交通工具10,102辆，出入境人员150,089人次。2017年，都龙口岸进出口总值6,647万美元，占文山州总量的9.05%；进出口货运量146,624吨，占文山州总量的13.48%；出入境人员176,981人次，占文山州总量的12.66%；出入境交通工具11,069辆，占文山州总量的11.96%。